# فاسيليكون (إففويا)
فاسيليكون (Βασιλικόν) هي مدينة في إففويا في مقاطعة كينتريكي إلادا في اليونان.
يبلغ عدد سكانها حوالي 6922   نسمة.